# 罗恩·克拉克
罗恩·克拉克（英語：Ron Clarke，1937年2月21日—2015年6月17日），澳大利亚男子田径运动员。他曾代表澳大利亚参加1964年和1968年夏季奥林匹克运动会田径比赛，其中1964年奥运会获得一枚铜牌。他也曾在2004年至2012年间担任黄金海岸市市长。